# Осипович, Александр Иванович
Александр Иванович Осипович (бел. Аляксандр Іванавіч Асіповіч; род. 22 марта 1977) — белорусский футболист, выступавший на позиции защитника. После завершения карьеры стал футбольным агентом.

## Клубная карьера
Молодёжную и профессиональную карьеру начинал в «Динамо-Юни». С 1997 по 1999 выступал за столичное «Динамо», с которым в первый год выиграл национальный чемпионат. Следующие 3 года карьеры играл в Литве и Польше за «Жальгирис» и «Заглембе» соответственно. С 2003 по 2006 провел в составах «Дариды», МТЗ-РИПО, варшавской «Полонии», ЗЛиН, «Жальгириса», польского «Радомяка» и витебского «Локомотива». Вновь вернувшись в Литву, подписал контракт с «Судувой», с которой выиграл национальный кубок. В следующем году перешел в «Интерас», за который сыграл 4 матча. Карьеру завершил в 2009 году, выступая за Городею.

## Карьера за сборную
С 1996 по 1999 года выступал за молодежную сборную Беларуси, сыграв в 16 матчах.

## Достижения
«Динамо» (Минск)
- Чемпион Беларуси: 1997

«Судува»
- Обладатель Кубка Литвы: 2006